# Carlos Secretário
Carlos Secretário (São João da Madeira, 12 mei 1970) is een Portugees voetbalcoach en voormalig voetballer.

## Spelerscarrière

### Clubcarrière
Secretário maakte in het seizoen 1988/89 zijn debuut in het eerste elftal van de toenmalige Portugese tweedeklasser Gil Vicente FC. Na amper één seizoen verhuisde hij naar eersteklasser FC Penafiel, waar hij twee seizoenen speelde. Nadien speelde hij ook nog één seizoen bij FC Famalicão en SC Braga.
In 1993 versierde de 23-jarige Secretário een transfer naar FC Porto. Daar groeide hij snel uit tot een vaste waarde in de verdediging of op het middenveld – na het voetbalpensioen van João Domingos Pinto in 1997 speelde hij bijna uitsluitend als rechtsback. In zijn eerste periode bij Porto hielp hij de club aan twee landstitels (1995 en 1996), een bekerzege (1994) en een Supercup (1994). Na drie seizoenen versierde hij een transfer naar Real Madrid. Daar kon hij zich nooit echt doorzetten, zeker niet toen de Madrilenen in januari 1997 ook nog eens de 23-jarige Christian Panucci van AC Milan kochten voor op rechtsback. In januari 1998 keerde Secretário terug naar zijn oude club Porto.
Ook tijdens zijn tweede passage bij Porto won Secretário tal van prijzen: naast vier landstitels (1998, 1999, 2003 en 2004), vier bekerzeges (1998, 2000, 2001 en 2003) en twee Supercups (1998 en 1999) won hij in 2003 ook de UEFA Cup. Een grote bijdrage kon Secretário echter niet leveren aan die Europese triomf, want door de doorbraak van de opkomende Paulo Ferreira kwam de inmiddels 33-jarige verdediger enkel in actie in de derde ronde tegen RC Lens. Toen Porto een jaar later de Champions League won, speelde Secretário zelfs geen enkele wedstrijd in dat toernooi. Na dat seizoen 2003/04, waarin hij slechts driemaal in actie kwam in de Primeira Liga, trok Secretário naar de Portugese tweedeklasser FC Maia. Na één seizoen stopte hij met voetballen.

### Interlandcarrière
Secretário debuteerde op 18 december 1994 voor Portugal in een EK-kwalificatiewedstrijd tegen Liechtenstein (8-0). Hij nam met zijn land deel aan het EK 1996 en EK 2000. Op het EK 1996 kwam hij in actie in de laatste groepswedstrijd tegen Kroatië en in de verloren kwartfinale tegen Tsjechië, in 2000 speelde hij enkel mee in de tweede groepswedstrijd tegen Roemenië. Zijn enige interlanddoelpunt scoorde hij op 3 juni 1995 in een EK-kwalificatiewedstrijd tegen Letland.

## Trainerscarrière
Secretário startte zijn trainerscarrière bij de club waar hij twee jaar eerder zijn spelerscarrière had afgesloten: FC Maia. De club was inmiddels wel afgezakt naar de Terceira Divisão, het vierde voetbalniveau in Portugal. Van december 2008 tot februari 2009 was hij trainer van derdeklasser AD Lousada. In de zomer van 2009 ging hij aan de slag bij derdeklasser FC Arouca, maar in december 2009 vertrok hij er alweer. In februari 2012 ging Secretário aan de slag bij SC Salgueiros, een voormalige eersteklasser die vanwege financiële problemen was teruggezet naar de lagere regionen in het Portugese voetbal. Secretário leidde de club van het vijfde naar het derde niveau in Portugal.
Zijn volgende club was een buitenlandse club, namelijk US Lusitanos Saint-Maur. Zo gek was die stap niet, want de club werd destijds opgericht door de Portugese gemeenschap van Saint-Maur-des-Fossés. Secretário leidde de club in zijn eerste seizoen van de CFA 2 naar de CFA. In zijn tweede seizoen parkeerde hij de club op een mooie derde plaats. In de zomer van 2017 werd hij trainer van de Portugese derdeklasser FC Cesarense, waar hij in januari 2018 vertrok.
In 2018 werd hij trainer van US Créteil-Lusitanos, de stadsrivaal van zijn ex-club US Lusitanos Saint-Maur. Net als bij Saint-Maur destijds leidde hij de club in zijn eerste seizoen naar promotie: nadat de club kampioen werd in de Championnat National 2, met als dichtste achtervolger stadsrivaal Saint-Maur, mocht hij in het seizoen 2019/20 met Créteil-Lusitanos aantreden in de Championnat National.
1 Baía  ·
2 Secretário ·
3 Paulinho Santos ·
4 Oceano ·
5 Couto ·
6 Tavares ·
7 Paneira ·
8 Pinto ·
9 Sá Pinto ·
10 Costa ·
11 Cadete ·
12 Alfredo ·
13 Dimas ·
14 Barbosa ·
15 Domingos Paciência ·
16 Hélder ·
17 Porfírio ·
18 Folha ·
19 Sousa ·
20 Figo ·
21 Madeira ·
22 Rui Correia ·
Coach: Oliveira
1 Baía  ·
2 J. Costa ·
3 Jorge ·
4 Vidigal ·
5 Couto ·
6 Sousa ·
7 Figo ·
8 Pinto ·
9 Sá Pinto ·
10 R. Costa ·
11 Conceição ·
12 Espinha ·
13 Dimas ·
14 Xavier ·
15 Costinha ·
16 Beto Severo ·
17 Bento ·
18 Pauleta ·
19 Capucho ·
20 Secretário ·
21 Gomes ·
22 Quim ·
Coach: Coelho